# Gare de l'Ouest (Vienne)
La gare de l'Ouest (en allemand : Westbahnhof) est l'une des grandes gares ferroviaires du réseau des Chemins de fer fédéraux autrichiens (ÖBB) se situant à Vienne en Autriche. C'est la gare terminus de la ligne de l'Ouest (en allemand : Westbahn), reliant Vienne à Salzbourg. Elle est inaugurée et ouverte le 15 décembre 1858.
Depuis le 13 décembre 2015, la plupart des trains grandes lignes s'arrêtent désormais à la nouvelle Gare centrale. La gare de l'Ouest est désormais essentiellement desservie par des trains régionaux (Regional-Express),  par WESTbahn et par le S-Bahn. Elle est également reliée à la station Westbahnhof du métro (lignes U3 et U6) et au réseau du tramway de Vienne.

## Histoire

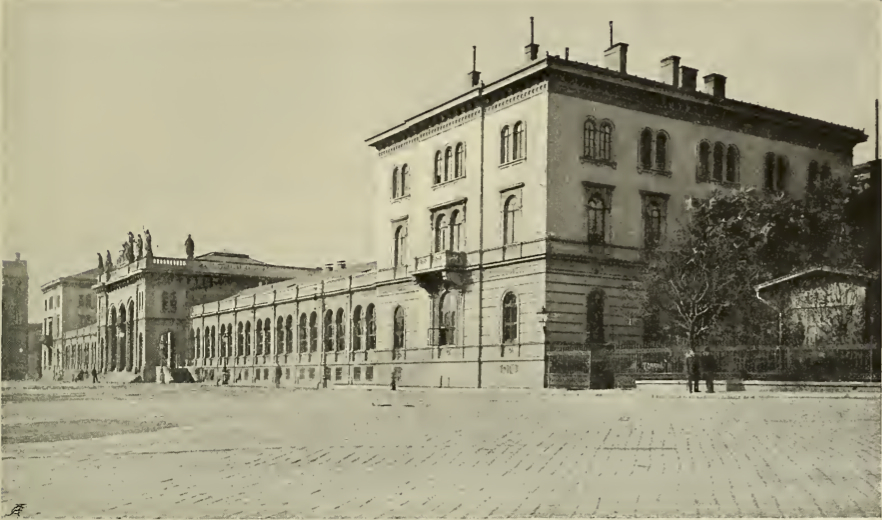
La gare de l'Ouest vers l'an 1905.

La ligne de Vienne, capitale de l'empire d'Autriche, vers Salzbourg et la frontière allemande a été construite par l'entreprise ferroviaire Kaiserin Elisabeth-Bahn (de) (KEB) et finie le 12 août 1860, en grande partie financée par le Credit Anstalt-Bankverein et Salomon Mayer von Rothschild. Le bâtiment de la gare, projeté par Moritz von Loehr, se trouvait alors à la périphérie de la ville. La grande ceinture de la Gürtel en face a été construite en 1873. À partir de 1897, la première ligne électrique du tramway conduit d'ici à la Gare du Nord.
Dans les derniers jours de la Seconde Guerre mondiale, la gare fut gravement endommagée au cours de l'offensive Vienne ; les ruines ont été démolies en 1949. Un nouveau hall de voyageurs en style moderne est érigé jusqu'en 1954, désormais classé un monument historique. De 2008 à 2011, la totalité de l'édifice a été restaurée et des nouveaux bâtiments ont été construits au côté droit et gauche.

## Service des voyageurs

### Desserte

#### Lignes régionales
| Ligne    | Villes étapes                                                                                                 |
| -------- | --- |
| REX      | Gare de l'Ouest (Vienne) – Penzing – Hütteldorf – Tullnerbach-Pressbaum – Rekawinkel – Sankt Pölten           |
| REX      | Gare de l'Ouest (Vienne) – Hütteldorf – Tullnerfeld – Sankt Pölten – Pöchlarn – Amstetten                     |
| WESTbahn | Gare de l'Ouest (Vienne) – Hütteldorf – Sankt Pölten – Amstetten – Linz – Wels – Attnang-Puchheim – Salzbourg |

#### S-Bahn
| Indice | Trajet | |
| ------ | --- | --- |
| S50    | Neulengbach – Rekawinkel – Tullnerbach-Pressbaum — Purkersdorf — Weidlingau — Hadersdorf — Tullnerbach–Pressbaum — Penzing — Hütteldorf — Gare de l'Ouest (Vienne) | Neulengbach – Rekawinkel – Tullnerbach-Pressbaum — Purkersdorf — Weidlingau — Hadersdorf — Tullnerbach–Pressbaum — Penzing — Hütteldorf — Gare de l'Ouest (Vienne) |